# Саат кула (Крива паланка)
Саат кула (на македонска литературна норма: Саат-кула) е бивша часовниковата кула в град Крива паланка, Северна Македония.

## История
Изградена е в края на XVIII – началото на XIX век, когато градът е в рамките на Османската империя. Била е разположена на хълм отдясно на пътя за Кюстендил. Височината на кулата е била 12 m, а основата ѝ – квадратна. Дървената част на кулата е била дело на местния майстор Стоян Мезин.
Разрушена е в 1958 година.